# Hiszpania na Zimowych Igrzyskach Olimpijskich 2010

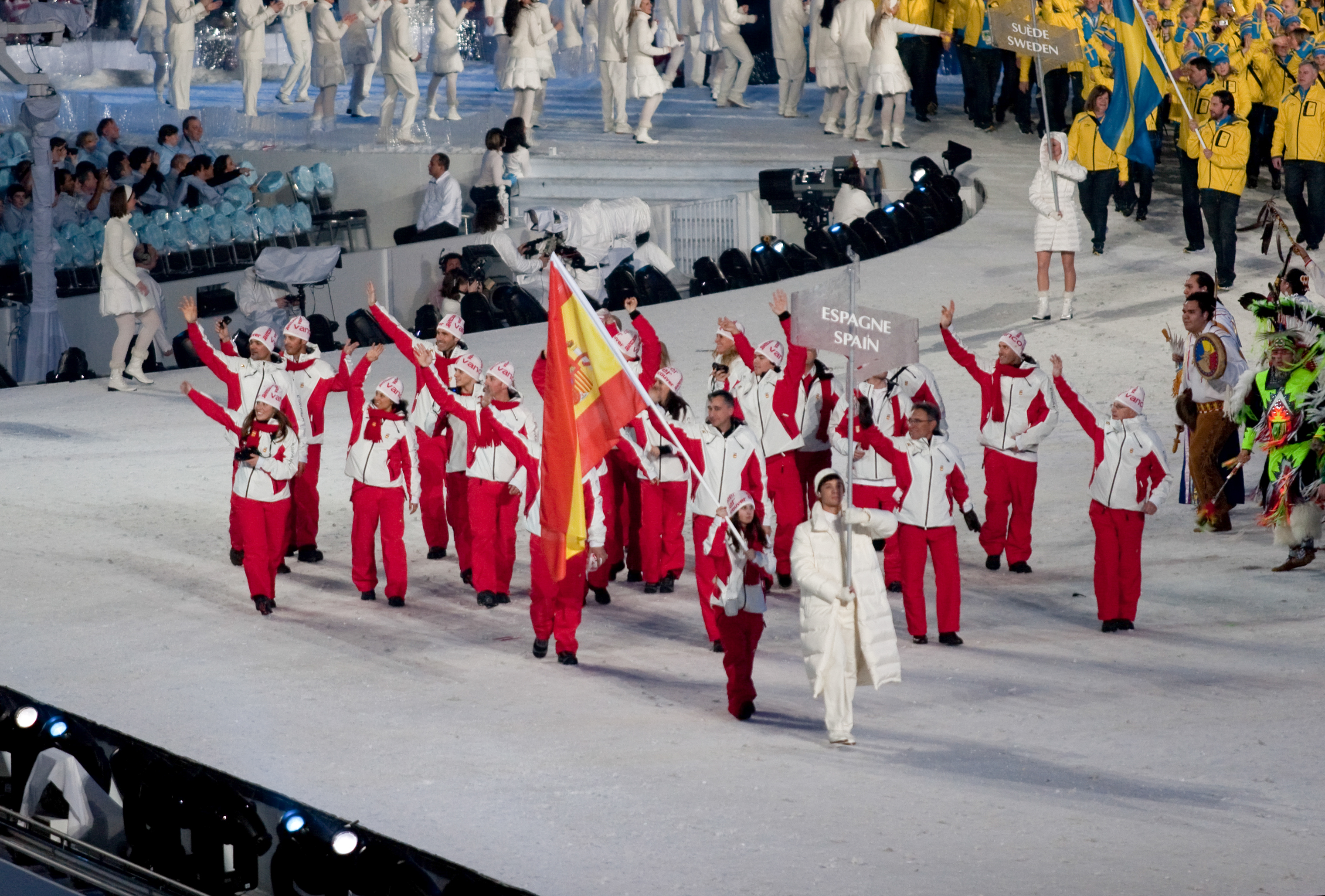
Reprezentacja Hiszpanii podczas ceremonii otwarcia Zimowych Igrzysk Olimpijskich 2010

Hiszpania na Zimowych Igrzyskach Olimpijskich 2010 – występ kadry sportowców reprezentujących Hiszpanię na igrzyskach olimpijskich w Vancouver w 2010 roku.
Kadra składała się z 18 zawodników – 10 mężczyzn i 8 kobiet. Reprezentacja została oficjalnie ogłoszona 28 stycznia 2010 przez członków zarządu Hiszpańskiego Komitetu Olimpijskiego. Hiszpanie uczestniczyli w zawodach siedmiu spośród piętnastu dyscyplin sportowych, łącznie w 23 konkurencjach.
Funkcję chorążego ekipy hiszpańskiej podczas ceremonii otwarcia była snowboardzistka Queralt Castellet Ibáñez, a podczas ceremonii zamknięcia biegaczka narciarska – Laura Orgué Vila. Najmłodszą członkinią kadry była łyżwiarka figurowa Sonia Lafuente Martínez, która w dniu otwarcia igrzysk miała 18 lat i 79 dni, a najstarszym hiszpańskim reprezentantem w Vancouver był snowboardzista Jordi Font Ferrer, który podczas ceremonii otwarcia miał 34 lata i 291 dni.
Wśród reprezentantów Hiszpanii znalazła się między innymi María José Rienda Contreras, która wystąpiła po raz piąty na zimowych igrzyskach, jednak z powodu kontuzji uczestniczyła tylko w slalomie gigancie, w którym zajęła 38. miejsce. W składzie hiszpańskim był także łyżwiarz Javier Fernández López, który na miesiąc przed igrzyskami zajął ósme miejsce w zawodach Mistrzostw Europy w Łyżwiarstwie Figurowym 2010 w Tallinnie i dzięki temu był uważany za jednego z kandydatów do zdobycia medalu olimpijskiego. W Vancouver zajął ostatecznie czternaste miejsce. W gronie czołowych zawodniczek snowboardowego halfpipe znalazła się Queralt Castellet Ibáñez, która awansowała do finału, jednak w związku z upadkiem w trakcie jednego z treningów trafiła do szpitala, tym samym tracąc szansę na walkę o medal olimpijski.
Za drużynę olimpijską odpowiedzialny był Hiszpański Komitet Olimpijski (hiszp. Comité Olímpico Español) oraz dwie narodowe federacje – Hiszpański Związek Sportów Zimowych i Hiszpański Związek Sportów Lodowych.
Był to 18. start Hiszpanii na zimowych igrzyskach olimpijskich i 38. występ olimpijski, wliczając w to letnie igrzyska. Reprezentanci Hiszpanii uczestniczą w zimowych igrzyskach nieprzerwanie od igrzysk w Garmisch-Partenkirchen w 1936 roku.

## Tło

### Występy na poprzednich igrzyskach

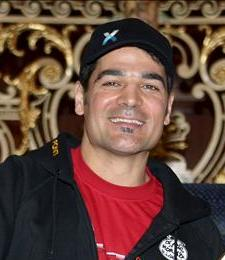
Jordi Font Ferrer – czwarty zawodnik snowcrossu na igrzyskach olimpijskich w Turynie

Reprezentacja Hiszpanii zadebiutowała na zimowych igrzyskach olimpijskich w 1936 roku, podczas igrzysk w Garmisch-Partenkirchen. Wówczas kadra liczyła sześcioro zawodników, którzy wzięli udział w dwóch konkurencjach. W latach 1936–2006 Hiszpanie wysłali swoich reprezentantów na wszystkie edycje zimowych igrzysk olimpijskich.
W latach 1936–2006 reprezentanci Hiszpanii dwukrotnie stanęli na podium zimowych igrzysk olimpijskich, oba razy zdobyli medale w narciarstwie alpejskim. Pierwszy w historii medal zimowych igrzysk dla Hiszpanii zdobył na igrzyskach w Sapporo w 1972 roku Francisco Fernández Ochoa, który triumfował w slalomie. Drugi medal, 20 lat później, na igrzyskach w Albertville wywalczyła jego siostra, Blanca Fernández Ochoa, zajmując trzecie miejsce w slalomie.
Trzy złote medale dla Hiszpanii na igrzyskach w Salt Lake City w 2002 roku zdobył w biegach narciarskich Johann Mühlegg. Zostały one mu jednak odebrane po pozytywnych testach antydopingowych.
Na igrzyskach w Turynie w 2006 roku czwarte miejsce w snowcrossie zajął Jordi Font Ferrer.

### Występy na mistrzostwach świata w sezonie przedolimpijskim
W styczniu 2009 roku odbyły się snowboardowe mistrzostwa świata w Gangwon. Najlepszy rezultat spośród hiszpańskich reprezentantów osiągnęła Queralt Castellet, zajmując szóste miejsce w halfpipie. W rywalizacji mężczyzn Regino Hernández był 24. w snowcrossie, a Rubén Vergés Fruitos zajął 41. miejsce w big air, 46. w snowcrossie i 50. w halfpipie.
W lutym 2009 roku rozegrane zostały biathlonowe mistrzostwa świata w Pjongczangu. Na tych mistrzostwach Victoria Padial Hernández zajęła 99. miejsce w biegu indywidualnym i 107. w sprincie.
Hiszpańscy biegacze narciarscy wzięli udział w lutowych mistrzostwach świata w narciarstwie klasycznym w Libercu. W rywalizacji kobiet Laura Orgué zajęła 28. miejsce w biegu masowym na 30 km techniką dowolną i 35. w biegu na 10 km techniką klasyczną. Wśród mężczyzn najwyższe miejsce z Hiszpanów zajął Diego Ruiz Asín w biegu masowym na 50 km techniką dowolną, w którym sklasyfikowano go na 33. pozycji. Był również 58. w biegu łączonym na 30 km. W biegu indywidualnym na 15 km stylem klasycznym 48. miejsce zajął Vicenç Vilarrubla, a 67. był Javier Gutiérrez.
Również w lutym rozegrane zostały mistrzostwa świata w narciarstwie alpejskim w Val d’Isère. Spośród późniejszych hiszpańskich olimpijczyków najlepszy rezultat uzyskała Carolina Ruiz Castillo, która zajęła 14. miejsce w supergigancie i 19. w zjeździe. Ponadto Paul de la Cuesta był 26. w zjeździe i 46. w slalomie gigancie, Ferrán Terra 28. w zjeździe i 33. w slalomie gigancie, a Andrea Jardí 40. w slalomie gigancie.
Pod koniec lutego w Lake Placid rozegrano mistrzostwa świata FIBT. W skeletonowym ślizgu mężczyzn 27. miejsce zajął Ander Mirambell. Na początku marca w Inawashiro przeprowadzono mistrzostwa świata w narciarstwie dowolnym. W skokach akrobatycznych Rocío Delgado Gómez uplasowała się na 24. miejscu.
W rozegranych w marcu 2009 roku mistrzostwach świata w łyżwiarstwie figurowym w Los Angeles 19. miejsce w rywalizacji solistów zajął Javier Fernández López, a w rywalizacji solistek 26. była Sonia Lafuente. Tuż przed igrzyskami Javier Fernández zajął również ósme miejsce w mistrzostwach Europy w Tallinnie.

### Sponsorzy
Sponsorami Hiszpańskiego Komitetu Olimpijskiego, a co za tym idzie reprezentacji Hiszpanii na igrzyskach w Vancouver były firmy: Barceló, Alphabet, Mapfre, Bosco Sport, Visa, Acer, Coca-Cola, HE, Mc Donald’s, Omega, Atos Origin, Panasonic, Samsung, Air Europa, Nutrexpa, El Corte Inglés, Endesa, Pascual, La Caixa, Caja Madrid, Repsol, Telefonica, Allianz, Campofrio, Correos de España, Estrella Damm oraz Loterías y Apuestas del Estado.

### Prawa transmisyjne
Prawa do transmisji zimowych igrzyskach olimpijskich w Vancouver miała Radiotelevisión Española (RTVE) – hiszpański publiczny nadawca telewizyjny będący członkiem Europejskiej Unii Nadawców. Ponadto transmisje za pośrednictwem telewizji kablowej i satelitarnej oraz transmisje internetowe prowadziła stacja Eurosport, a przez internet również kanał Teledeporte.

## Skład reprezentacji
Spośród piętnastu dyscyplin sportowych, które Międzynarodowy Komitet Olimpijski włączył do kalendarza igrzysk, reprezentacja Hiszpanii wzięła udział w ośmiu. Największą część kadry stanowili narciarze alpejscy, których było pięcioro. xxx zawodników i zawodniczek startujących w Vancouver wystąpiło również na poprzednich zimowych igrzyskach w Turynie.
W tabeli przedstawiono skład hiszpańskiej reprezentacji w Vancouver wraz z ewentualnymi miejscami osiągniętymi w Turynie.
| Biathlon (1)                    |                      |                                      |                                     |                                 |                           |                          |                          |        |
| Zawodnik                        | Data urodzenia       | Miejsca na ZIO 2006                  | Miejsca na ZIO 2006                 | Miejsca na ZIO 2006             | Miejsca na ZIO 2006       | Miejsca na ZIO 2006      | Miejsca na ZIO 2006      | Źródło |
| Zawodnik                        | Data urodzenia       | sprint                               | bieg pościgowy                      | bieg masowy                     | bieg indywidualny         | sztafeta                 | sztafeta                 | Źródło |
| Victoria Padial Hernández       | 10 sierpnia 1988     | –                                    | –                                   | –                               | –                         | –                        | –                        | [ 34 ] |
| Biegi narciarskie (4)           |                      |                                      |                                     |                                 |                           |                          |                          |        |
| Zawodnik                        | Data urodzenia       | Miejsca na ZIO 2006                  | Miejsca na ZIO 2006                 | Miejsca na ZIO 2006             | Miejsca na ZIO 2006       | Miejsca na ZIO 2006      | Miejsca na ZIO 2006      | Źródło |
| Zawodnik                        | Data urodzenia       | sprint indywidualny technika dowolna | sprint drużynowy technika klasyczna | indywidualny technika klasyczna | indywidualny bieg łączony | indywidualny bieg masowy | sztafeta                 | Źródło |
| Javier Gutiérrez Cuevas         | 29 marca 1985        | –                                    | –                                   | –                               | –                         | –                        | –                        | [ 35 ] |
| Laura Orgué Vila                | 11 września 1986     | –                                    | –                                   | 63                              | 63                        | –                        | –                        | [ 36 ] |
| Diego Ruiz Asín                 | 25 czerwca 1977      | –                                    | –                                   | 46                              | 54                        | 23                       | –                        | [ 37 ] |
| Vicenç Vilarrubla Solsona       | 31 stycznia 1981     | –                                    | –                                   | 65                              | 31                        | 42                       | –                        | [ 38 ] |
| Łyżwiarstwo figurowe (2)        |                      |                                      |                                     |                                 |                           |                          |                          |        |
| Zawodnik                        | Data urodzenia       | Miejsca na ZIO 2006                  | Miejsca na ZIO 2006                 | Miejsca na ZIO 2006             | Miejsca na ZIO 2006       | Miejsca na ZIO 2006      | Miejsca na ZIO 2006      | Źródło |
| Zawodnik                        | Data urodzenia       | soliści/solistki                     | soliści/solistki                    | pary sportowe                   | pary sportowe             | pary taneczne            | pary taneczne            | Źródło |
| Javier Fernández López          | 15 kwietnia 1991     | –                                    | –                                   | –                               | –                         | –                        | –                        | [ 39 ] |
| Sonia Lafuente Martínez         | 7 grudnia 1991       | –                                    | –                                   | –                               | –                         | –                        | –                        | [ 40 ] |
| Narciarstwo alpejskie (5)       |                      |                                      |                                     |                                 |                           |                          |                          |        |
| Zawodnik                        | Data urodzenia       | Miejsca na ZIO 2006                  | Miejsca na ZIO 2006                 | Miejsca na ZIO 2006             | Miejsca na ZIO 2006       | Miejsca na ZIO 2006      | Miejsca na ZIO 2006      | Źródło |
| Zawodnik                        | Data urodzenia       | zjazd                                | supergigant                         | slalom gigant                   | slalom                    | kombinacja               | kombinacja               | Źródło |
| Paul de la Cuesta Esnal         | 28 listopada 1988    | –                                    | –                                   | –                               | –                         | –                        | –                        | [ 41 ] |
| Andrea Jardí Cuadrado           | 13 marca 1990        | –                                    | –                                   | –                               | –                         | –                        | –                        | [ 42 ] |
| María José Rienda Contreras     | 29 czerwca 1975      | –                                    | 37                                  | 13                              | –                         | –                        | –                        | [ 43 ] |
| Carolina Verónica Ruiz Castillo | 14 października 1981 | 30                                   | 30                                  | 20                              | –                         | 25                       | 25                       | [ 44 ] |
| Ferrán Terra Navarro            | 10 marca 1987        | –                                    | –                                   | –                               | –                         | –                        | –                        | [ 45 ] |
| Narciarstwo dowolne (1)         |                      |                                      |                                     |                                 |                           |                          |                          |        |
| Zawodnik                        | Data urodzenia       | Miejsca na ZIO 2006                  | Miejsca na ZIO 2006                 | Miejsca na ZIO 2006             | Miejsca na ZIO 2006       | Miejsca na ZIO 2006      | Miejsca na ZIO 2006      | Źródło |
| Zawodnik                        | Data urodzenia       | jazda po muldach                     | jazda po muldach                    | jazda po muldach                | skoki akrobatyczne        | skoki akrobatyczne       | skoki akrobatyczne       | Źródło |
| Rocío Carla Delgado Gómez       | 21 lipca 1977        | –                                    | –                                   | –                               | –                         | –                        | –                        | [ 46 ] |
| Skeleton (1)                    |                      |                                      |                                     |                                 |                           |                          |                          |        |
| Zawodnik                        | Data urodzenia       | Miejsce na ZIO 2006                  | Miejsce na ZIO 2006                 | Miejsce na ZIO 2006             | Miejsce na ZIO 2006       | Miejsce na ZIO 2006      | Miejsce na ZIO 2006      | Źródło |
| Zawodnik                        | Data urodzenia       | ślizg                                |                                     |                                 |                           |                          |                          | Źródło |
| Ander Mirambell Viñas           | 17 lutego 1983       | –                                    | –                                   | –                               | –                         | –                        | –                        | [ 47 ] |
| Snowboarding (4)                |                      |                                      |                                     |                                 |                           |                          |                          |        |
| Zawodnik                        | Data urodzenia       | Miejsca na ZIO 2006                  | Miejsca na ZIO 2006                 | Miejsca na ZIO 2006             | Miejsca na ZIO 2006       | Miejsca na ZIO 2006      | Miejsca na ZIO 2006      | Źródło |
| Zawodnik                        | Data urodzenia       | halfpipe                             | halfpipe                            | cross                           | cross                     | slalom gigant równoległy | slalom gigant równoległy | Źródło |
| Queralt Castellet Ibáñez        | 17 czerwca 1989      | 26                                   | 26                                  | –                               | –                         | –                        | –                        | [ 48 ] |
| Jordi Font Ferrer               | 1 maja 1975          | –                                    | –                                   | 4                               | 4                         | –                        | –                        | [ 49 ] |
| Regino Hernández Martín         | 25 lipca 1991        | –                                    | –                                   | –                               | –                         | –                        | –                        | [ 50 ] |
| Rubén Vergés Fruitos            | 11 marca 1987        | –                                    | –                                   | –                               | –                         | –                        | –                        | [ 51 ] |

### Statystyki według dyscyplin
Spośród piętnastu dyscyplin sportowych, które Międzynarodowy Komitet Olimpijski włączył do kalendarza igrzysk, reprezentacja Hiszpanii wzięła udział w siedmiu. Hiszpanie nie wystawili żadnego reprezentanta w bobslejach, curlingu, hokeju na lodzie, kombinacji norweskiej, łyżwiarstwie szybkim, saneczkarstwie, short tracku i skokach narciarskich.
Najliczniejszą reprezentację Hiszpania wystawiła do konkurencji narciarstwa alpejskiego, w których wystąpiło pięcioro hiszpańskich zawodników.
| Lp.     | Sport                 | Mężczyźni | Kobiety | Łącznie |
| ------- | --------------------- | --------- | ------- | ------- |
| 1.      | Biathlon              | –         | 1       | 1       |
| 2.      | Narciarstwo dowolne   | –         | 1       | 1       |
| 3.      | Narciarstwo alpejskie | 2         | 3       | 5       |
| 4.      | Biegi narciarskie     | 3         | 1       | 4       |
| 5.      | Łyżwiarstwo figurowe  | 1         | 1       | 2       |
| 6.      | Skeleton              | 1         | –       | 1       |
| 7.      | Snowboarding          | 3         | 1       | 4       |
| Łącznie | Łącznie               | 10        | 8       | 18      |

## Udział w ceremoniach otwarcia i zamknięcia igrzysk

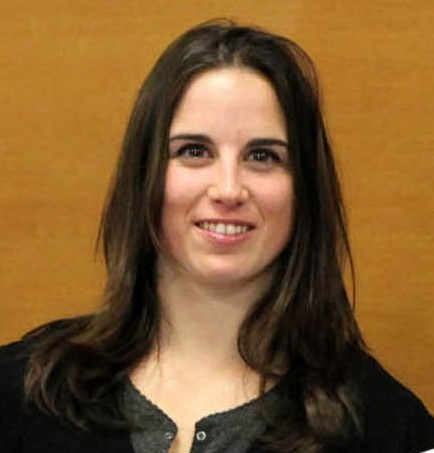
Queralt Castellet Ibáñez – chorąża reprezentacji Hiszpanii podczas ceremonii otwarcia igrzysk w Vancouver

Rolę chorążego reprezentacji Hiszpanii podczas ceremonii otwarcia zimowych igrzysk olimpijskich w Vancouver, przeprowadzonej 12 lutego 2010 w hali BC Place Stadium, pełniła snowboardzistka Queralt Castellet Ibáñez. Hiszpańska reprezentacja weszła na stadion jako 73. w kolejności – pomiędzy ekipami z Republiki Południowej Afryki i Szwecji.
Podczas ceremonii zamknięcia igrzysk, zorganizowanej 28 lutego 2010, chorążym hiszpańskiej reprezentacji była biegaczka narciarska Laura Orgué Vila.

## Wyniki

### Biathlon
Zawody biathlonowe podczas Zimowych Igrzysk Olimpijskich w 2010 roku były zaliczane do klasyfikacji generalnej Pucharu Świata. Hiszpanię reprezentowała jedna zawodniczka – Victoria Padial Hernández, która wystartowała w dwóch konkurencjach, w obu przypadkach zajmując miejsca w dziewiątej dziesiątce.

#### Kobiety
- Victoria Padial Hernández[52]

| Konkurencja               | Zawodniczka               | Czas    | Miejsce |
| ------------------------- | ------------------------- | ------- | ------- |
| Sprint – 7,5 km           | Victoria Padial Hernández | 24:55,5 | 87.     |
| Bieg indywidualny – 15 km | Victoria Padial Hernández | 56:41,8 | 86.     |

### Biegi narciarskie
Hiszpanię w biegach narciarskich reprezentowało trzech biegaczy i jedna biegaczka narciarska. Wśród mężczyzn indywidualnie trzykrotnie wystartowali: Javier Gutiérrez Cuevas, którego największym osiągnięciem było 40. miejsce w biegu łączonym oraz Vicenç Vilarrubla Solsona, który zajął 31. miejsce w tej samej konkurencji. Dwa razy wystartował Diego Ruiz Asín, a najlepszy wynik osiągnął w biegu masowym na 50 km, w którym był 44. Wśród kobiet trzykrotnie wystartowała Laura Orgué Vila, a jej najlepszy rezultat to 27. pozycja w biegu łączonym na 15 kilometrów.

#### Mężczyźni
- Javier Gutiérrez Cuevas
- Diego Ruiz Asín
- Vicenç Vilarrubla Solsona[52]

| Konkurencja                               | Zawodnik                  | Kwalifikacje | Kwalifikacje | Ćwierćfinały | Ćwierćfinały | Półfinały | Półfinały | Finały    | Finały  |
| Konkurencja                               | Zawodnik                  | Czas         | Miejsce      | Czas         | Miejsce      | Czas      | Miejsce   | Czas      | Miejsce |
| ----------------------------------------- | ------------------------- | ------------ | ------------ | ------------ | ------------ | --------- | --------- | --------- | ------- |
| Bieg indywidualny – 15 km stylem dowolnym | Javier Gutiérrez Cuevas   | N/A          | N/A          | N/A          | N/A          | N/A       | N/A       | 37:55,7   | 69.     |
| Bieg indywidualny – 15 km stylem dowolnym | Diego Ruiz Asín           | N/A          | N/A          | N/A          | N/A          | N/A       | N/A       | 37:31,8   | 65.     |
| Bieg indywidualny – 15 km stylem dowolnym | Vicenç Vilarrubla Solsona | N/A          | N/A          | N/A          | N/A          | N/A       | N/A       | 36:22,7   | 53.     |
| Bieg łączony – 30 km                      | Javier Gutiérrez Cuevas   | N/A          | N/A          | N/A          | N/A          | N/A       | N/A       | 1:22:20,4 | 40.     |
| Bieg łączony – 30 km                      | Vicenç Vilarrubla Solsona | N/A          | N/A          | N/A          | N/A          | N/A       | N/A       | 1:19:48,2 | 31.     |
| Bieg masowy – 50 km stylem klasycznym     | Javier Gutiérrez Cuevas   | N/A          | N/A          | N/A          | N/A          | N/A       | N/A       | DNF       | DNF     |
| Bieg masowy – 50 km stylem klasycznym     | Diego Ruiz Asín           | N/A          | N/A          | N/A          | N/A          | N/A       | N/A       | 2:17:49,8 | 44.     |
| Bieg masowy – 50 km stylem klasycznym     | Vicenç Vilarrubla Solsona | N/A          | N/A          | N/A          | N/A          | N/A       | N/A       | 2:13:33,8 | 40.     |

#### Kobiety
- Laura Orgué Vila[52]

| Konkurencja                               | Zawodniczka      | Kwalifikacje | Kwalifikacje | Ćwierćfinały | Ćwierćfinały | Półfinały | Półfinały | Finały    | Finały  |
| Konkurencja                               | Zawodniczka      | Czas         | Miejsce      | Czas         | Miejsce      | Czas      | Miejsce   | Czas      | Miejsce |
| ----------------------------------------- | ---------------- | ------------ | ------------ | ------------ | ------------ | --------- | --------- | --------- | ------- |
| Bieg indywidualny – 10 km stylem dowolnym | Laura Orgué Vila | N/A          | N/A          | N/A          | N/A          | N/A       | N/A       | 27:09,4   | 38.     |
| Bieg łączony – 15 km                      | Laura Orgué Vila | N/A          | N/A          | N/A          | N/A          | N/A       | N/A       | 42:38,3   | 27.     |
| Bieg masowy – 30 km stylem klasycznym     | Laura Orgué Vila | N/A          | N/A          | N/A          | N/A          | N/A       | N/A       | 1:38:18,3 | 37.     |

### Łyżwiarstwo figurowe
Hiszpanię w łyżwiarstwie figurowym reprezentowało dwoje zawodników – jeden mężczyzna i jedna kobieta. Oboje wystartowali w konkurencjach solistów. Javier Fernández López w konkursie solistów zajął 14. miejsce, a Sonia Lafuente Martínez w konkursie solistek była 22.

#### Mężczyźni
- Javier Fernández López[52]

| Konkurencja      | Zawodnik               | Program krótki | Program krótki | Program dowolny | Program dowolny | Łącznie | Łącznie |
| Konkurencja      | Zawodnik               | Punkty         | Miejsce        | Punkty          | Miejsce         | Punkty  | Miejsce |
| ---------------- | ---------------------- | -------------- | -------------- | --------------- | --------------- | ------- | ------- |
| Program solistów | Javier Fernández López | 68,69          | 16.            | 137,99          | 10.             | 206,68  | 14.     |

#### Kobiety
- Sonia Lafuente Martínez[52]

| Konkurencja      | Zawodniczka             | Program krótki | Program krótki | Program dowolny | Program dowolny | Łącznie | Łącznie |
| Konkurencja      | Zawodniczka             | Punkty         | Miejsce        | Punkty          | Miejsce         | Punkty  | Miejsce |
| ---------------- | ----------------------- | -------------- | -------------- | --------------- | --------------- | ------- | ------- |
| Program solistek | Sonia Lafuente Martínez | 49,74          | 22.            | 83,77           | 21.             | 133,51  | 22.     |

### Narciarstwo alpejskie
W narciarstwie alpejskim na Zimowych Igrzyskach Olimpijskich 2010 w Vancouver Hiszpanię reprezentowało pięcioro zawodników – dwóch mężczyzn i trzy kobiety. Wśród mężczyzn trzykrotnie startowali: Paul de la Cuesta Esnal, który najwyższe miejsce, 32. zajął w slalomie gigancie oraz Ferrán Terra Navarro, który w supergigancie był 27. Trzykrotnie w zawodach wzięła udział Carolina Verónica Ruiz Castillo, a jej najlepszym wynikiem była 15. pozycja w zjeździe. Dwukrotnie startowała Andrea Jardí Cuadrado, jednak nie ukończyła obu swoich startów. Raz wystartowała María José Rienda Contreras i zajęła 38. miejsce w slalomie gigancie. Rienda wystąpiła po raz piąty na igrzyskach olimpijskich. Wcześniej startowała na igrzyskach w latach: 1994, 1998, 2002 i 2006.

#### Mężczyźni
- Paul de la Cuesta Esnal
- Ferrán Terra Navarro[52]

| Konkurencja     | Zawodnik                | Zjazd 1. | Miejsce po 1. zjeździe | Zjazd 2. | Miejsce po 2. zjeździe | Łącznie | Miejsce |
| --------------- | ----------------------- | -------- | ---------------------- | -------- | ---------------------- | ------- | ------- |
| Superkombinacja | Ferrán Terra Navarro    | DNF      | DNF                    | NQ       | NQ                     | NQ      | DNF     |
| Zjazd           | Paul de la Cuesta Esnal | 1:59,84  | N/A                    | N/A      | N/A                    | N/A     | 51.     |
| Zjazd           | Ferrán Terra Navarro    | 1:58,85  | N/A                    | N/A      | N/A                    | N/A     | 44.     |
| Slalom gigant   | Paul de la Cuesta Esnal | 1:20,06  | 35.                    | 1:23,16  | 33.                    | 2:43,22 | 32.     |
| Supergigant     | Paul de la Cuesta Esnal | 1:34,03  | N/A                    | N/A      | N/A                    | N/A     | 35.     |
| Supergigant     | Ferrán Terra Navarro    | 1:32.75  | N/A                    | N/A      | N/A                    | N/A     | 27.     |

#### Kobiety
- Andrea Jardí Cuadrado
- María José Rienda Contreras
- Carolina Verónica Ruiz Castillo[52]

| Konkurencja   | Zawodniczka                     | Zjazd 1. | Miejsce po 1. zjeździe | Zjazd 2. | Miejsce po 2. zjeździe | Łącznie | Miejsce |
| ------------- | ------------------------------- | -------- | ---------------------- | -------- | ---------------------- | ------- | ------- |
| Slalom        | Andrea Jardí Cuadrado           | DNF      | DNF                    | NQ       | NQ                     | NQ      | DNF1    |
| Slalom gigant | Andrea Jardí Cuadrado           | DNF      | DNF                    | NQ       | NQ                     | NQ      | DNF1    |
| Slalom gigant | María José Rienda Contreras     | 2:37,45  | 38.                    | DNS      | DNS                    | DNS     | DNS2    |
| Slalom gigant | Carolina Verónica Ruiz Castillo | 2:35,07  | 34.                    | DNS      | DNS                    | DNS     | DNS2    |
| Supergigant   | Andrea Jardí Cuadrado           | DNF      | N/A                    | N/A      | N/A                    | N/A     | DNF1    |
| Supergigant   | Carolina Verónica Ruiz Castillo | 1:23,05  | N/A                    | N/A      | N/A                    | N/A     | 18.     |
| Zjazd         | Carolina Verónica Ruiz Castillo | 1:47,62  | N/A                    | N/A      | N/A                    | N/A     | 15.     |

### Narciarstwo dowolne
Jedyną hiszpańską reprezentantką w narciarstwie dowolnym była Rocío Carla Delgado Gómez. Startowała ona w debiutującej na igrzyskach olimpijskich konkurencji ski crossu. Delgado odpadła w kwalifikacjach do zawodów i ostatecznie została sklasyfikowana na 31. pozycji wśród 35 zawodniczek.

#### Kobiety
- Rocío Carla Delgado Gómez[52]

| Konkurencja | Zawodniczka               | Kwalifikacje | Kwalifikacje | 1/8     | Ćwierćfinały | Półfinały | Finały  | Finały  |
| Konkurencja | Zawodniczka               | Czas         | Miejsce      | Pozycja | Pozycja      | Pozycja   | Pozycja | Miejsce |
| ----------- | ------------------------- | ------------ | ------------ | ------- | ------------ | --------- | ------- | ------- |
| Ski cross   | Rocío Carla Delgado Gómez | 1:22,67      | 31.          | 3.      | NQ           | NQ        | NQ      | 31.     |

### Skeleton
W skeletonie Hiszpanię reprezentował jeden zawodnik – Ander Mirambell Viñas, który wystartował w ślizgu mężczyzn. W ramach tej konkurencji rozegrane zostały cztery zjazdy. W ostatnim zjeździe udział wzięło tylko najlepszych dwudziestu zawodników po trzech ślizgach. W związku z tym, zajmujący po trzech zjazdach 24. miejsce Ander Mirambell nie wystartował w ostatnim ślizgu.

#### Mężczyźni
- Ander Mirambell Viñas[52]

| Konkurencja | Zawodnik              | Zjazd 1. | Zjazd 2. | Zjazd 3. | Zjazd 4. | Łącznie | Miejsce |
| ----------- | --------------------- | -------- | -------- | -------- | -------- | ------- | ------- |
| Ślizg       | Ander Mirambell Viñas | 54,77    | 54,59    | 54,26    | NQ       | 2:43,62 | 24.     |

### Snowboarding
W zawodach snowboardowych Hiszpanię reprezentowało trzech mężczyzn i jedna kobieta. W konkurencji halfpipe’u mężczyzn wziął udział Rubén Vergés Fruitos, który w pierwszej grupie kwalifikacyjnej zajął 15. miejsce i ostatecznie został sklasyfikowany na 31. pozycji. W snowcrossie wystartowali Jordi Font Ferrer i Regino Hernández Martín. Font nie ukończył pierwszego przejazdu, a w drugim nie wystartował i jako jedyny uczestnik zawodów nie został sklasyfikowany. Z kolei Hernández odpadł w 1/8 finału i został sklasyfikowany na 31. miejscu. Jedyną kobietą reprezentującą Hiszpanię w zawodach snowboardowych była Queralt Castellet Ibáñez, która w eliminacjach halfpipe’u zajęła 3. miejsce i bezpośrednio awansowała do finału. W trakcie jednego z treningów upadła, w wyniku czego trafiła do szpitala i nie wzięła udziału w finale. Ostatecznie została sklasyfikowana na 12. pozycji.

#### Mężczyźni
- Jordi Font Ferrer
- Regino Hernández Martín
- Rubén Vergés Fruitos[52]

| Konkurencja | Zawodnik             | Kwalifikacje | Kwalifikacje | Kwalifikacje | Półfinały | Półfinały | Półfinały | Finał    | Finał    | Finał   |
| Konkurencja | Zawodnik             | Zjazd 1.     | Zjazd 2.     | Miejsce      | Zjazd 1.  | Zjazd 2.  | Miejsce   | Zjazd 1. | Zjazd 2. | Miejsce |
| ----------- | -------------------- | ------------ | ------------ | ------------ | --------- | --------- | --------- | -------- | -------- | ------- |
| Halfpipe    | Rubén Vergés Fruitos | 9,4          | 19,5         | 15.          | NQ        | NQ        | NQ        | NQ       | NQ       | 31.     |

| Konkurencja | Zawodnik                | Kwalifikacje | Kwalifikacje | Kwalifikacje | 1/8     | Ćwierćfinały | Półfinały | Finał   | Finał   |
| Konkurencja | Zawodnik                | Czas 1       | Czas 2       | Miejsce      | Pozycja | Pozycja      | Pozycja   | Pozycja | Miejsce |
| ----------- | ----------------------- | ------------ | ------------ | ------------ | ------- | ------------ | --------- | ------- | ------- |
| Snowcross   | Jordi Font Ferrer       | DNF          | DNS          | DNF          | NQ      | NQ           | NQ        | NQ      | DNF1    |
| Snowcross   | Regino Hernández Martín | 1:28,66      | 1:25,90      | 31. Q        | 4.      | NQ           | NQ        | NQ      | 31.     |

#### Kobiety
- Queralt Castellet Ibáñez[52]

| Konkurencja | Zawodniczka              | Kwalifikacje | Kwalifikacje | Kwalifikacje | Półfinał | Półfinał | Półfinał | Finał    | Finał    | Finał   |
| Konkurencja | Zawodniczka              | Zjazd 1.     | Zjazd 2.     | Miejsce      | Zjazd 1. | Zjazd 2. | Miejsce  | Zjazd 1. | Zjazd 2. | Miejsce |
| ----------- | ------------------------ | ------------ | ------------ | ------------ | -------- | -------- | -------- | -------- | -------- | ------- |
| Halfpipe    | Queralt Castellet Ibáñez | 44,3         | 19,9         | 3.           | BYE      | BYE      | BYE      | DNS      | DNS      | 12.     |